# Doug Herland
Douglas John „Doug” Herland (ur. 19 sierpnia 1951 w Bend, zm. 26 marca 1991) – amerykański wioślarz (sternik), brązowy medalista igrzysk olimpijskich.

## Kariera
Wystartował na igrzyskach olimpijskich w Los Angeles w 1984, gdzie osada USA w składzie: Kevin Still, Robert Espeseth i Doug Herland zdobyła brązowy medal w dwójkach ze sternikiem. W finale uplasowali się o 6,82 sekundy za Włochami i o 1,60 sekundy za Rumunami. Był to jego jedyny start olimpijski.
Urodził się z wrodzoną łamliwością kości. Kształcił się na Pacific Lutheran University. Po zakończeniu kariery pracował jako trener wioślarstwa do 1988, kiedy choroba odebrała mu zdolność chodzenia. Zmarł trzy lata później, wskutek powikłań chorobowych.